# جواز سفر نيجيري
جواز السفر النيجيري هو وثيقة رسمية تصدر لمواطني نيجيريا للسفر الدولي. تطبع المعلومات فيه باللغة الإنجليزية والفرنسية. جواز السفر الإلكتروني الرسمي مخصص بشكل أساسي لفئات معينة من المسؤولين الحكوميين والدبلوماسيين النيجيريين.

## متطلبات التأشيرة

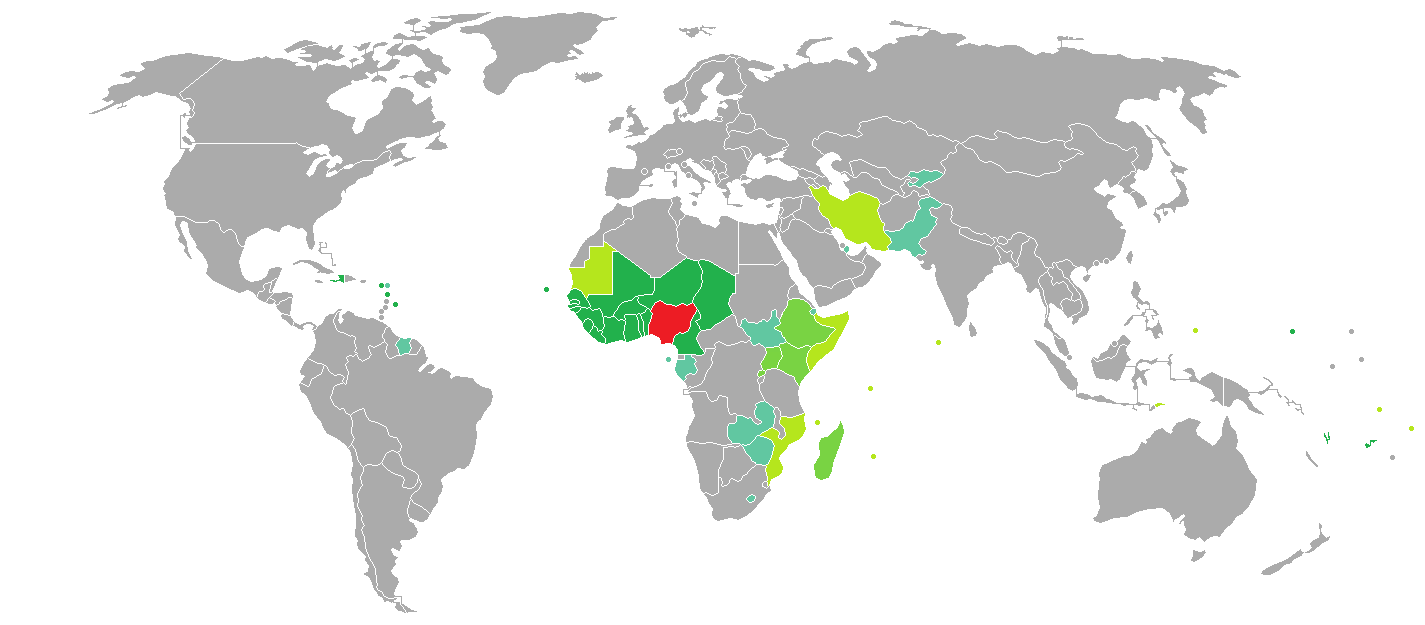
البلدان والأقاليم التي لا تفرض تأشيرة أو تطلب تأشيرة دخول عند الوصول للجهة، لحاملي جوازات السفر النيجيرية العادية.

اعتبارًا من 2 يوليو 2021 كان المواطنون النيجيريون يتمتعون بدخول 45 دولة وإقليم بدون تأشيرة أو تأشيرة عند الوصول، مما جعل جواز السفر النيجيري يحتل المرتبة 98 من حيث حرية السفر وفقًا لمؤشر هينلي لجوازات السفر.

## روابط خارجية
- سفارة نيجيريا في هولندا
- الحصول على جواز سفر نيجيريا الإلكتروني